# Glória Pires
Glória Maria Cláudia Pires de Morais (Rio de Janeiro, 23 de agosto de 1963) é uma atriz e empresária brasileira. Com uma carreira de respeito na indústria do cinema e teledramaturgia, é uma das atrizes mais bem pagas do Brasil e muito famosa em toda a América Latina. Ganhou vários prêmios como atriz, mais notavelmente dois Prêmios Grande Otelo, um Troféu Imprensa, sete Prêmios APCA, dois Prêmios Guarani, dois Prêmios Qualidade Brasil, além de um Kikito do Festival de Gramado.
Filha do também ator e humorista Antônio Carlos Pires, e mãe das atrizes Cleo e Antônia Morais, Glória iniciou a carreira como atriz mirim, atuando na telenovela Selva de Pedra (1972). Também atuou em humorísticos como Chico City, até despontar como a mimada adolescente Marisa em Dancin' Days (1978), papel que a transformou em uma das principais atrizes da TV Globo e a fez protagonizar diversos sucessos como Cabocla (1979) e Direito de Amar (1987), além da minissérie Memorial de Maria Moura (1994). Em 1988, foi novamente elogiada por sua interpretação como a vilã Maria de Fátima, eleita "a filha mais ingrata da televisão", na telenovela Vale Tudo; tendo repetido a parceria com o autor Gilberto Braga em O Dono do Mundo (1991), Paraíso Tropical (2007), Insensato Coração (2011) e Babilônia (2015). Glória também se destacou atuando nos remakes de Mulheres de Areia (1993), Anjo Mau (1997) e Éramos Seis (2019), como as gêmeas Ruth e Raquel, a babá Nice, e a sofredora Dona Lola, respectivamente.
No cinema, fez sua estreia em 1982, como Put'Koi em Índia, a Filha do Sol, tendo se destacado posteriormente, por seus papéis em Memórias do Cárcere (1984), O Quatrilho (1994), O Guarani (1996), A Partilha (2001), e É Proibido Fumar (2008); além do sucesso Se Eu Fosse Você (2006) e sua continuação (2009). Durante a década de 2010, representou papéis históricos, como Dona Lindu (mãe de Luiz Inácio Lula da Silva) em Lula, o Filho do Brasil (2010), a arquiteta Lota de Macedo Soares em Flores Raras (2013) e a psiquiatra Nise da Silveira em Nise: O Coração da Loucura (2015).

## Biografia
Glória é descendente de ameríndios e portugueses. Sua avó paterna se chamava Deolinda e era portuguesa, por outro lado sua bisavó materna era índia. Glória é filha da produtora e empresária Elza Pires e do ator e humorista Antônio Carlos Pires, tendo também uma irmã chamada Linda Pires. Seu pai foi o grande incentivador de sua carreira artística.

## Carreira

### Início e anos 1970
Cercada pelo mundo das artes desde pequena, Glória sempre sonhou em ser atriz.
Em 1969, fez um teste para ser a voz de Bambi no filme homónimo, mas outra criança ganhou o papel.
Estreou na televisão com apenas oito anos de idade, em 1971, aparecendo na nova abertura que a TV Globo gravou para a reexibição da telenovela A Pequena Órfã, produzida originariamente pela TV Excelsior.
Em 1972, também fez um teste para a telenovela O Primeiro Amor, tendo sido rejeitada pelo diretor Daniel Filho, fato que a fez guardar mágoa do mesmo por alguns anos. No mesmo ano, trabalhou ao lado do pai e do humorista Chico Anysio em Chico City, ainda na época da TV em preto e branco. Durante a década de 1970 participou de alguns programas da linha de shows da TV Globo, como Satiricom, Faça Humor, Não Faça Guerra e Chico em Quadrinhos. Participou ainda de mais duas novelas, ambas assinadas por Janete Clair, O Semideus (1973) e Duas Vidas (1976).
Fez o seu primeiro papel marcante na história das telenovelas em Dancin' Days (1978), de Gilberto Braga, interpretando a mimada Marisa de Sousa Mattos, criada pela tia, a socialite Iolanda Pratini (Joana Fomm).
Seu ótimo desempenho na trama, rendeu-lhe o papel de protagonista da novela Cabocla (1979), de Benedito Ruy Barbosa. Participou de uma única peça de teatro, o infantil "Era Uma Vez Uma Gata" em 1979.

### Anos 1980
Na década de 1980 integrou o elenco de diversas produções, entre elas: Água Viva e Louco Amor, de Gilberto Braga, As Três Marias, de Wilson Rocha, Partido Alto, de Aguinaldo Silva e Glória Perez, Direito de Amar, de Walther Negrão, e da minissérie O Tempo e o Vento, de Doc Comparato, com a colaboração de Regina Braga.[carece de fontes?] Importante ressaltar que a atriz queria tanto interpretar a personagem Ana Terra que pediu ao diretor Daniel Filho para desempenhar o papel. Outra contribuição importante na TV foi em Vale Tudo, que mostrou o Brasil de forma tão realista. Na trama, destacou-se como a terrível vilã Maria de Fátima e levou o título também da "filha mais ingrata da televisão".
No cinema, estreou em 1981, no filme Índia, a Filha do Sol, de Fábio Barreto. Participou também de Memórias do Cárcere (1984), de Nelson Pereira dos Santos, Bésame Mucho (1987), de Francisco Ramalho Jr., e Jorge, um Brasileiro (1988), de Paulo Thiago.

### Anos 1990
Na década de 1990 participou de Mico Preto, de Marcílio Moraes, Leonor Bassères e Euclydes Marinho, O Dono do Mundo, de Gilberto Braga, O Rei do Gado, de Benedito Ruy Barbosa, como a vilã impostora Rafaela, Anjo Mau, remake de Maria Adelaide Amaral onde deu vida a protagonista Nice, Suave Veneno, de Aguinaldo Silva, como a protagonista Lavínia/Inês  além de protagonizar a minissérie Memorial de Maria Moura, de Jorge Furtado e Carlos Gerbase, pela qual foi muito elogiada pela crítica.
Atuação marcante como as gêmeas Ruth e Raquel Araújo, de Mulheres de Areia (1993), que lhe rendeu o prêmio Associação Paulista dos Críticos de Arte (APCA) como melhor atriz do ano de 1993, além do Troféu Imprensa de melhor atriz de 1993. Apesar do apelo sexual das personagens, a atriz negou todos os convites da edição brasileira da revista Playboy para posar nua. Em 1995 atuou em O Quatrilho, de Fábio Barreto. Por seu desempenho, concorreu a três prêmios: dos Festivais de Havana e de Viña del Mar e da APCA.
Em 1999 fez uma participação no filme Pequeno Dicionário Amoroso, de Sandra Werneck.

### Anos 2000
Em 2001 integrou o elenco de A Partilha, de Daniel Filho.
Em 2002, após três anos afastada das novelas, voltou à televisão em Desejos de Mulher, de Euclydes Marinho, retomando parcerias antigas como a atriz Regina Duarte e o diretor Dênis Carvalho, com quem trabalhara em Vale Tudo.
Em dezembro de 2004 foi confirmada como protagonista da novela Belíssima, de Silvio de Abreu. Essa trama também marcou o retorno dela às novelas, após dois anos afastada.
Em 2006, mostrou seu lado cômico ao atuar ao lado de Tony Ramos na comédia romântica Se Eu Fosse Você, também de Daniel Filho, um dos maiores sucessos de bilheteria do cinema brasileiro dos últimos anos.
Em 2007 esteve mais uma vez numa trama do autor Gilberto Braga, Paraíso Tropical. Nesse mesmo ano, estreou como a vilã Juliana no filme O Primo Basílio, adaptação do romance romance homônimo de Eça de Queiroz.

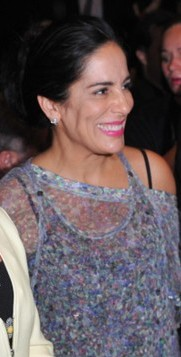
Glória durante a estreia de filme Lula, o Filho do Brasil no Festival de Cinema de Brasília, em 17 de novembro de 2009

A partir de 2008 decidiu dedicar-se ainda mais à família e junto com o marido, Orlando, e os filhos, foi morar em Paris. No mesmo ano filmou a continuação de Se Eu Fosse Você (Se Eu Fosse Você 2), e atuou no longa É Proibido Fumar, de Anna Muylaert.
No início de 2009 atuou nas filmagens do longa metragem sobre a vida do presidente Luiz Inácio Lula da Silva como Dona Lindu, mãe do protagonista.

### Anos 2010
Em 2011 voltou às novelas em Insensato Coração, de Gilberto Braga e Ricardo Linhares como a vingativa Norma Pimentel, uma simples técnica de enfermagem que após ser vitima de um golpe e ir para a prisão injustamente, torna-se uma mulher perigosa e obcecada por vingança.
Em 2012 protagonizou um dos episódios da série As Brasileiras de Daniel Filho. No segundo semestre participou do remake Guerra dos Sexos, como a empresária Roberta Leone, interpretada por Glória Menezes na versão original.
Em 2013 foi homenageada pelo Festival de Cinema de Gramado com o Troféu Oscarito. No mesmo ano, estrela o longa Flores Raras no papel de Lota de Macedo Soares A revista Forbes Brasil publicou na edição de dezembro de 2013 um ranking das celebridades brasileiras mais influentes no país. Glória Pires ficou na 28.ª posição. Em 2014, faz uma participação no último episódio do seriado A Grande Família, interpretando ela mesma.
Em 2015, atuou no elenco de Babilônia, no papel de Beatriz, a grande vilã do folhetim, uma ninfomaníaca que tem uma ambição sem limites, capaz de qualquer coisa para atingir seus objetivos, principalmente matar.
Em 2016 foi convidada a participar da transmissão do Oscar pela Rede Globo. Devido a seus comentários curtos e imprecisos foi muito criticada na internet dando origem a diversos memes ironizando sua participação, como o meme "não sou capaz de opinar", frase dita por Glória após ser questionada por Maria Beltrão se a cantora Lady Gaga ganharia o prêmio de melhor canção original, além de ter virado meme após dizer que não assistiu a animação da Disney Divertida Mente. No dia seguinte à transmissão a própria atriz lançou um vídeo na internet comentando sua participação e os memes criados por internautas. No mesmo ano, protagoniza o longa Nise: O Coração da Loucura no papel da famosa psiquiatra Nise da Silveira.
Em 2017, retornou às novelas, atuando na telenovela O Outro Lado do Paraíso, como Beth, uma mulher solitária, que, chantageada e ameaçada pelo sogro, se vê obrigada a simular a própria morte e esconder sua verdadeira identidade, adotando o nome de Duda. Em 2019 protagonizou o remake de Éramos Seis na pele da protagonista, a mãe sofredora Dona Lola.

### 2020–presente
Na década de 2020, protagonizou os filmes A Suspeita (2021), Desapega! (2021) e Vovó Ninja (2023).
A atriz voltou às novelas em 2023, retomando a parceria com Walcyr Carrasco, como a grande vilã Irene La Selva em Terra e Paixão. A novela marcou o reencontro de Glória Pires com Tony Ramos, repetindo mais um casal em cena.

## Vida pessoal

### Relacionamentos
Na década de 70, Glória teve um namorico com o filho de Chico Anysio, seu colega Anisinho (Nizo Neto).[carece de fontes?] Glória foi casada por duas vezes. Sua primeira união foi com o cantor Fábio Júnior, com quem contracenou em Cabocla (1979). Os dois se relacionaram por cinco anos e tiveram uma filha, a atriz e cantora Cleo (1982). Em 1987, Glória casou-se pela segunda vez com seu atual marido, o cantor e compositor Orlando Morais; juntos o casal teve três filhos: Antônia (1992), Ana (2000) e Bento (2004).
Por volta dos anos de 1983 e 1984, havia rumores de um caso extraconjugal, em que Djavan teria se envolvido com Glória Pires; este fato foi desmentido pelo próprio cantor em uma entrevista a revista Playboy, tendo afirmado para a revista "(Glória Pires) Tinha esse encantamento por mim...Mas não chegamos a namorar, não".

### Empreendedorismo
Nos anos 2000, foi sócia da cunhada, Roselle Morais, na confecção A Set.
Em 25 de novembro de 2014, Glória e sua sócia, a ex-modelo Betty Prado, fundou sua própria loja virtual chamada Benglô, na qual vende jóias, roupas, bolsas, produtos de beleza e produtos de conforto para casa.

## Filmografia

### Televisão
| Ano  | Título                          | Personagem                                                             | Notas                         |
| ---- | ------------------------------- | ---------------------------------------------------------------------- | ----------------------------- |
| 1968 | A Pequena Órfã                  | Aparição na abertura apenas                                            | Aparição na abertura apenas   |
| 1970 | Faça Humor, Não Faça Guerra     | Vários personagens                                                     |                               |
| 1972 | Caso Especial                   | Ângela                                                                 | Episódio: "Sombra Suspeita"   |
| 1972 | Selva de Pedra                  | Fátima (Fatinha)                                                       |                               |
| 1972 | Chico em Quadrinhos             | Glorinha                                                               |                               |
| 1973 | O Semideus                      | Ione                                                                   |                               |
| 1973 | Chico City                      | Vários personagens                                                     |                               |
| 1973 | Satiricom                       | Vários personagens                                                     |                               |
| 1976 | Duas Vidas                      | Letícia                                                                |                               |
| 1978 | Dancin' Days                    | Marisa de Souza Matos                                                  |                               |
| 1979 | Cabocla                         | Zulmira de Oliveira Vieira Pires (Zuca)                                |                               |
| 1980 | Água Viva                       | Sandra Fragonard (Sandrinha)                                           |                               |
| 1980 | As Três Marias                  | Maria José (Jô)                                                        |                               |
| 1983 | Louco Amor                      | Cláudia Becker                                                         |                               |
| 1984 | Partido Alto                    | Celina Cruz                                                            |                               |
| 1985 | O Tempo e o Vento               | Ana Terra                                                              | Episódio: "Ana Terra"         |
| 1987 | Direito de Amar                 | Rosália Alves Medeiros de Monserrat                                    |                               |
| 1988 | Vale Tudo                       | Maria de Fátima Accioli                                                |                               |
| 1990 | Mico Preto                      | Sarita Teixeira                                                        |                               |
| 1990 | Escolinha do Professor Raimundo | Maria Joselina Barbacena                                               | Participação Especial         |
| 1991 | O Dono do Mundo                 | Stella Maciel Barreto                                                  |                               |
| 1993 | Mulheres de Areia               | Ruth Araújo Assunção Raquel Araújo Assunção                            | Protagonistas gêmeas.         |
| 1994 | Memorial de Maria Moura         | Maria Moura                                                            |                               |
| 1996 | O Rei do Gado                   | Rafaela Berdinazzi / Marieta Berdinazzi                                |                               |
| 1997 | Anjo Mau                        | Eunice Machado Noronha (Nice)                                          |                               |
| 1999 | Suave Veneno                    | Maria Inês Ferreira de Souza / Lavínia de Alencar                      |                               |
| 2002 | Desejos de Mulher               | Júlia Miranda Moreno                                                   |                               |
| 2005 | Belíssima                       | Júlia Falcão Assumpção                                                 |                               |
| 2006 | Casseta & Planeta, Urgente!     | Vários personagens                                                     | Episódio: "11 de julho"       |
| 2007 | Paraíso Tropical                | Lúcia Vilela                                                           |                               |
| 2011 | Insensato Coração               | Norma Pimentel                                                         |                               |
| 2012 | As Brasileiras                  | Ângela Cristina                                                        | Episódio: "A Mamãe da Barra"  |
| 2012 | Guerra dos Sexos                | Roberta Carneiro Leone                                                 |                               |
| 2014 | A Grande Família                | Ela mesma                                                              | Episódio: "11 de setembro"    |
| 2015 | Babilônia                       | Beatriz Amaral Rangel                                                  |                               |
| 2016 | Oscar                           | Comentarista                                                           |                               |
| 2016 | Segredos de Justiça             | Andréa Pachá                                                           |                               |
| 2017 | O Outro Lado do Paraíso         | Maria Elizabeth Barbosa Montserrat (Beth) / Maria Eduarda Feijó (Duda) |                               |
| 2019 | Mulheres Fantásticas            | Narradora                                                              | Episódio: "14 de abril"       |
| 2019 | As Vilãs que Amamos             | Ela mesma                                                              | Episódio: "14"                |
| 2019 | Éramos Seis                     | Eleonora Amaral de Lemos (Lola)                                        |                               |
| 2022 | Além da Ilusão                  | Nise da Silveira                                                       | Episódio: "29 de julho"       |
| 2023 | Terra e Paixão                  | Irene Aldrava La Selva                                                 |                               |
| 2025 | Show 60 Anos                    | Raquel Araújo Assunção                                                 | Especial dos 60 anos da Globo |
| 2025 | Tributo                         | Ela mesma                                                              | Episódio:”Neusa Borges”       |

### Cinema
| Ano  | Título                                | Personagem                             | Nota             |
| ---- | ------------------------------------- | -------------------------------------- | ---------------- |
| 1981 | Índia, a Filha do Sol                 | Put'Koi                                |                  |
| 1984 | Memórias do Cárcere                   | Heloísa Ramos                          |                  |
| 1987 | Bésame Mucho                          | Olga                                   |                  |
| 1988 | Jorge, um Brasileiro                  | Sandra                                 |                  |
| 1995 | O Quatrilho                           | Pierina                                |                  |
| 1996 | O Guarani                             | Isabel                                 |                  |
| 1997 | Pequeno Dicionário Amoroso            | Bel                                    |                  |
| 2001 | A Partilha                            | Selma                                  |                  |
| 2006 | Se Eu Fosse Você                      | Helena / Cláudio                       |                  |
| 2007 | O Primo Basílio                       | Juliana                                |                  |
| 2008 | Se Eu Fosse Você 2                    | Helena / Cláudio                       |                  |
| 2009 | É Proibido Fumar                      | Baby                                   |                  |
| 2010 | Lula, o Filho do Brasil               | Eurídice Ferreira de Melo (Dona Lindu) |                  |
| 2013 | Flores Raras                          | Lota de Macedo Soares                  |                  |
| 2014 | Irmã Dulce                            | Dona Dulce Maria                       |                  |
| 2015 | Linda de Morrer                       | Dra. Paula Lins                        |                  |
| 2015 | Pequeno Dicionário Amoroso 2          | Bel                                    |                  |
| 2016 | Nise: O Coração da Loucura            | Nise da Silveira                       |                  |
| 2021 | Mise en Scène: a Artesania do Artista | Narradora                              | Documentário     |
| 2022 | A Suspeita                            | Lúcia Carvalho                         | Também produtora |
| 2023 | Desapega!                             | Rita                                   |                  |
| 2024 | Vovó Ninja                            | Arlete                                 |                  |

## Teatro
| Ano  | Título               |
| ---- | -------------------- |
| 1979 | Era Uma Vez Uma Gata |

## Prêmios e indicações
| Ano  | Festival                                         | Categoria                          | Trabalho                   | Resultado |
| ---- | ------------------------------------------------ | ---------------------------------- | -------------------------- | --------- |
| 1978 | Troféu APCA                                      | Atriz revelação                    | Dancin' Days               | Venceu    |
| 1981 | Troféu Imprensa                                  | Revelação do ano                   | As Três Marias             | Venceu    |
| 1988 | Troféu APCA                                      | Melhor Atriz                       | Vale Tudo                  | Venceu    |
| 1989 | Troféu Imprensa                                  | Melhor Atriz                       | Vale Tudo                  | Indicado  |
| 1991 | Troféu APCA                                      | Melhor atriz                       | O Dono do Mundo            | Venceu    |
| 1992 | Troféu Imprensa                                  | Melhor Atriz                       | O Dono do Mundo            | Indicado  |
| 1993 | Troféu APCA                                      | Melhor Atriz                       | Mulheres de Areia          | Venceu    |
| 1993 | Prêmio TV Press                                  | Melhor Atriz                       | Mulheres de Areia          | Venceu    |
| 1994 | Troféu Imprensa                                  | Melhor Atriz                       | Mulheres de Areia          | Venceu    |
| 1995 | Troféu Imprensa                                  | Melhor Atriz                       | Memorial de Maria Moura    | Indicado  |
| 1995 | Festival de Cinema de Havana                     | Melhor atriz                       | O Quatrilho                | Indicado  |
| 1995 | Festival de Cinema de Viña del Mar               | Melhor Atriz                       | O Quatrilho                | Indicado  |
| 1995 | Troféu APCA                                      | Melhor Atriz                       | O Quatrilho                | Indicado  |
| 1996 | Prêmio Guarani de Cinema Brasileiro              | Melhor Atriz                       | O Quatrilho                | Indicado  |
| 1997 | Prêmio Contigo! de TV                            | Melhor Vilã                        | O Rei do Gado              | Indicado  |
| 1997 | Troféu Imprensa                                  | Melhor Atriz                       | O Rei do Gado              | Indicado  |
| 1997 | Prêmio Guarani de Cinema Brasileiro              | Melhor Atriz Coadjuvante           | O Guarani                  | Indicado  |
| 1998 | Troféu Imprensa                                  | Melhor Atriz                       | Anjo Mau                   | Indicado  |
| 2002 | Grande Prêmio do Cinema Brasileiro               | Melhor Atriz                       | A Partilha                 | Indicado  |
| 2005 | Blockbuster Entertainment Awards                 | Melhor Atriz de Drama              | O Quatrilho                | Indicada  |
| 2006 | Prêmio Contigo! de TV                            | Melhor Atriz                       | Belíssima                  | Indicado  |
| 2007 | Troféu Imprensa                                  | Melhor Atriz                       | Belíssima                  | Indicado  |
| 2007 | Prêmio Contigo! de Cinema Nacional               | Melhor Atriz (popular)             | Se Eu Fosse Você           | Venceu    |
| 2007 | Prêmio Contigo! de Cinema Nacional               | Melhor Atriz Coadjuvante (técnico) | Se Eu Fosse Você           | Indicado  |
| 2007 | Grande Prêmio do Cinema Brasileiro               | Melhor Atriz                       | Se Eu Fosse Você           | Indicado  |
| 2007 | Melhores do Ano                                  | Troféu Mário Lago                  | Conjunto da obra           | Venceu    |
| 2007 | Personalidade do Ano - IstoÉ Gente               | Televisão                          | Paraíso Tropical           | Venceu    |
| 2007 | Troféu Imprensa                                  | Melhor Atriz                       | Paraíso Tropical           | Indicado  |
| 2007 | Prêmio Qualidade Brasil                          | Melhor Atriz                       | O Primo Basílio            | Venceu    |
| 2008 | Prêmio Contigo! de Cinema Nacional               | Melhor Atriz Coadjuvante (popular) | O Primo Basílio            | Venceu    |
| 2008 | Prêmio Contigo! de Cinema Nacional               | Melhor Atriz Coadjuvante (técnico) | O Primo Basílio            | Indicado  |
| 2008 | Prêmio ACIE de Cinema                            | Melhor Atriz                       | O Primo Basílio            | Indicado  |
| 2009 | Prêmio Contigo! de Cinema Nacional               | Melhor Atriz (técnico)             | Se Eu Fosse Você 2         | Indicado  |
| 2009 | Festival de Brasília                             | Melhor Atriz                       | É Proibido Fumar           | Venceu    |
| 2009 | Troféu APCA                                      | Melhor Atriz                       | É Proibido Fumar           | Indicado  |
| 2010 | Festival SESC Melhores Filmes                    | Melhor Atriz (júri crítico)        | É Proibido Fumar           | Venceu    |
| 2010 | Festival SESC Melhores Filmes                    | Melhor Atriz (júri popular)        | É Proibido Fumar           | Venceu    |
| 2010 | Prêmio Contigo! de Cinema Nacional               | Melhor Atriz (júri técnico)        | É Proibido Fumar           | Venceu    |
| 2010 | Prêmio Contigo! de Cinema Nacional               | Melhor Atriz (júri popular)        | É Proibido Fumar           | Venceu    |
| 2010 | Prêmio ACIE de Cinema                            | Melhor Atriz                       | É Proibido Fumar           | Indicado  |
| 2010 | Festival Cineport                                | Melhor Atriz                       | É Proibido Fumar           | Venceu    |
| 2010 | Prêmio 100% Vídeo de Cinema Brasileiro           | Melhor Atriz                       | É Proibido Fumar           | Venceu    |
| 2010 | VI Prêmio Fiesp/Sesi-SP do Cinema                | Melhor Atriz                       | É Proibido Fumar           | Venceu    |
| 2010 | Grande Prêmio Cinema Brasileiro                  | Melhor Atriz                       | É Proibido Fumar           | Indicado  |
| 2010 | Grande Prêmio Cinema Brasileiro                  | Melhor Atriz                       | Se Eu Fosse Você 2         | Indicado  |
| 2011 | Grande Prêmio Brasileiro de Cinema               | Melhor Atriz                       | Lula, o Filho do Brasil    | Venceu    |
| 2011 | Prêmio ACIE de Cinema                            | Melhor Atriz                       | Lula, o Filho do Brasil    | Indicado  |
| 2011 | Prêmio Extra de TV                               | Melhor Atriz                       | Insensato Coração          | Indicado  |
| 2011 | Prêmio Qualidade Brasil                          | Melhor Atriz                       | Insensato Coração          | Venceu    |
| 2011 | Troféu APCA                                      | Melhor Atriz de Televisão          | Insensato Coração          | Venceu    |
| 2011 | Melhores do Ano                                  | Melhor Atriz                       | Insensato Coração          | Indicado  |
| 2011 | Prêmio Quem de Televisão                         | Melhor Atriz de Televisão          | Insensato Coração          | Indicado  |
| 2012 | Troféu Imprensa                                  | Melhor Atriz                       | Insensato Coração          | Indicado  |
| 2012 | Prêmio Contigo! de TV                            | Melhor Atriz de Novela             | Insensato Coração          | Indicado  |
| 2013 | Troféu Oscarito                                  | Homenagem                          | Conjunto da obra           | Venceu    |
| 2013 | Prêmio Quem de Cinema                            | Melhor Atriz                       | Flores Raras               | Venceu    |
| 2014 | Grande Prêmio Cinema Brasileiro                  | Melhor Atriz                       | Flores Raras               | Venceu    |
| 2014 | Prêmio Fiesp/Sesi de Cinema                      | Melhor Atriz                       | Flores Raras               | Venceu    |
| 2015 | Troféu AIB de Imprensa                           | Melhor Atriz de televisão          | Babilônia                  | Indicado  |
| 2015 | Prêmio Extra de Televisão                        | Melhor Atriz de televisão          | Babilônia                  | Indicado  |
| 2015 | Premio TV Brasil                                 | Melhor Atriz de televisão          | Babilônia                  | Venceu    |
| 2015 | Prêmio Contigo! de TV                            | Homenagem                          | Carreira                   | Venceu    |
| 2015 | Grande Prêmio Cinema Brasileiro                  | Melhor Atriz Coadjuvante           | Irmã Dulce                 | Indicado  |
| 2015 | Prêmio ED                                        | Profissional do Cinema Nacional    | Carreira no Cinema         | Venceu    |
| 2016 | Prêmio JK                                        | Personalidade Carioca do Ano       | Homenagem                  | Venceu    |
| 2016 | Festival Internacional de Cine de Punta Del Este | Homenagem                          | Conjunto da Obra           | Venceu    |
| 2016 | Prêmio Extra de Televisão                        | Homenagem                          | Carreira                   | Venceu    |
| 2016 | Festival de Tóquio                               | Melhor Atriz                       | Nise: O Coração da Loucura | Venceu    |
| 2016 | Prêmio Quem de Cinema                            | Melhor Atriz                       | Nise: O Coração da Loucura | Indicado  |
| 2016 | Waterloo Historical Film Festival                | Clion de la meilleure comédienne   | Nise: O Coração da Loucura | Venceu    |
| 2017 | Grande Prêmio Cinema Brasileiro                  | Melhor Atriz                       | Nise: O Coração da Loucura | Indicado  |
| 2018 | Troféu Internet                                  | Melhor Atriz                       | O Outro Lado do Paraíso    | Indicado  |
| 2018 | Troféu Imprensa                                  | Melhor Atriz                       | O Outro Lado do Paraíso    | Indicado  |
| 2019 | Prêmio TV Press                                  | Melhor Atriz                       | Éramos Seis                | Venceu    |
| 2020 | Troféu Internet                                  | Melhor Atriz                       | Éramos Seis                | Indicada  |
| 2020 | Prêmio Contigo! de TV                            | Melhor Atriz de Novela             | Éramos Seis                | Indicada  |
| 2020 | Prêmio Área VIP                                  | Melhor Atriz                       | Éramos Seis                | Indicada  |
| 2021 | Festival de Gramado                              | Melhor Atriz                       | A Suspeita                 | Venceu    |
| 2023 | Prêmio ArteBlitz de Novela                       | Melhor Atriz Vilã                  | Terra e Paixão             | Indicada  |
| 2023 | Prêmio Área VIP                                  | Melhor Atriz                       | Terra e Paixão             | Indicada  |
| 2023 | Melhores do Ano - Duh Secco                      | Melhor Atriz                       | Terra e Paixão             | Indicada  |
|      | Prêmio São Sebastião de Cultura                  | Ação Cultural                      | Terra e Paixão             | Venceu    |
| 2024 | Prêmio iBest                                     | Protagonista Influenciador         | Terra e Paixão             | Pendente  |
| 2024 | Festival Sesc Melhores Filmes                    | Melhor Atriz Nacional              | Desapega!                  | Indicada  |